# Іван Вальєхо
Іван Вальєхо (Iván Vallejo Ricafuerte; нар. 19 грудня 1959) — альпініст з Еквадору. 1 травня 2008 р. він закінчив своє «Desafio 14», персональний рекорд по підкоренню всіх 14 восьмитисячників Землі, не користуючись при сходженнях кисневим обладнанням.

## Біографія
Іван Вальєхо народився в Амбато (Еквадор) в 1959 р., батько — Анді, мати — Камілла. Навчаючись в університеті з 1988 по 2000 рр., одержав спеціальність інженера-хіміка і викладача математики. Саме в цей час він вирішує весь свій час присвятити підкоренню гірських вершин.
Іван почав підкорення гір Еквадору, таких як Норте-Іллініза, Руміньягуї, Тунгурагуа, Карігуаразо. 23 жовтня 1978 р. він підкорив вершину вулкану Чимборазо (6310 м) — найвища гора його країни. В 1988 р. він починає сходження в Кондиллера Бланка (Cordillera Blanca) (Перу і Болівія), підкоривши такі вершини як: Артесонрая, Альпамайо, Гуаскаран і Іллампу.
В 1995 р. підкорив найвищий пік Альпів Монблан і свою першу вершину в Гімалаях (Айленд-пік; 6187 м). Наступного року він повертається до Непалу і підкорює Ама Даблам (6856 м). В 1997 р. вперше ступає на вершину восьмитисячника (Манаслу, 8163 м). В 1998 р. підкорює Броуд-пік (8048 м), а в 1999 р. вперше сходить на Еверест — найвищу вершину світу і стає першим еквадорцем, що підкорив цю велетенську гору. 22 травня 2006 р. Вальєхо разом з Жоао Гарсіа з Португалії підкорює Канченджангу
1 травня 2008 р. Іван Вальєхо завершив підкорення всіх восьмитисячників світу, своє «Desafio 14». На 2008 р. тільки 18 горосходжувачів мали таке досягнення. Іван був серед тих десяти альпіністів, які здійснили всі ці сходження без використання кисневого обладняння. Всі восьмитисячники були підкорені за 11 років.

## Історія «Desafio 14»
- 1997 — Манаслу (8163 м)
- 1998 — Броуд-пік (8047 м)
- 1999, 2001 — Еверест (8848 м)
- 2000 — К2 (8611 м)
- 2002 — Чо-Ойю (8201 м)
- 2003 — Лхоцзе (8516 м)
- 2003 — Гашербрум II (8035 м)
- 2003 — Гашербрум I (8068 м)
- 2004 — Макалу (8463 м)
- 2004 — Шишабангма (8027 м)
- 2005 — Нанга Парбат (8125 м)
- 2006 — Канченджанга (8586 м)
- 2007 — Аннапурна (8091 м)
- 2008 — Дхаулагірі (8167 м)

## Ресурси Інтернету
- Iván Vallejo's personal website — «Desafio 14» [Архівовано 16 серпня 2018 у Wayback Machine.]
- MountEverest.net — update on mountaineering expeditions [Архівовано 7 січня 2007 у Wayback Machine.]